# خطای زمان اجرا
این عبارت معادل انگلیسی RunTime Error می‌باشد. این اصطلاح مربوط به علم کامپیوتر و دقیقاً برنامه‌نویسی کامپیوتر می‌باشد.
خطاهای زمان اجرا جز خطاهایی هستند که در مرحلهٔ کامپایل تشخیص‌داده نمی‌شوند و تشخیص این خطا به‌هنگام اجرای برنامه موکول می‌گردد.
خطای تقسیم بر صفر در برنامه‌ها جزءِ خطاهای زمان اجرا می‌باشد.